# Karin Timmermann

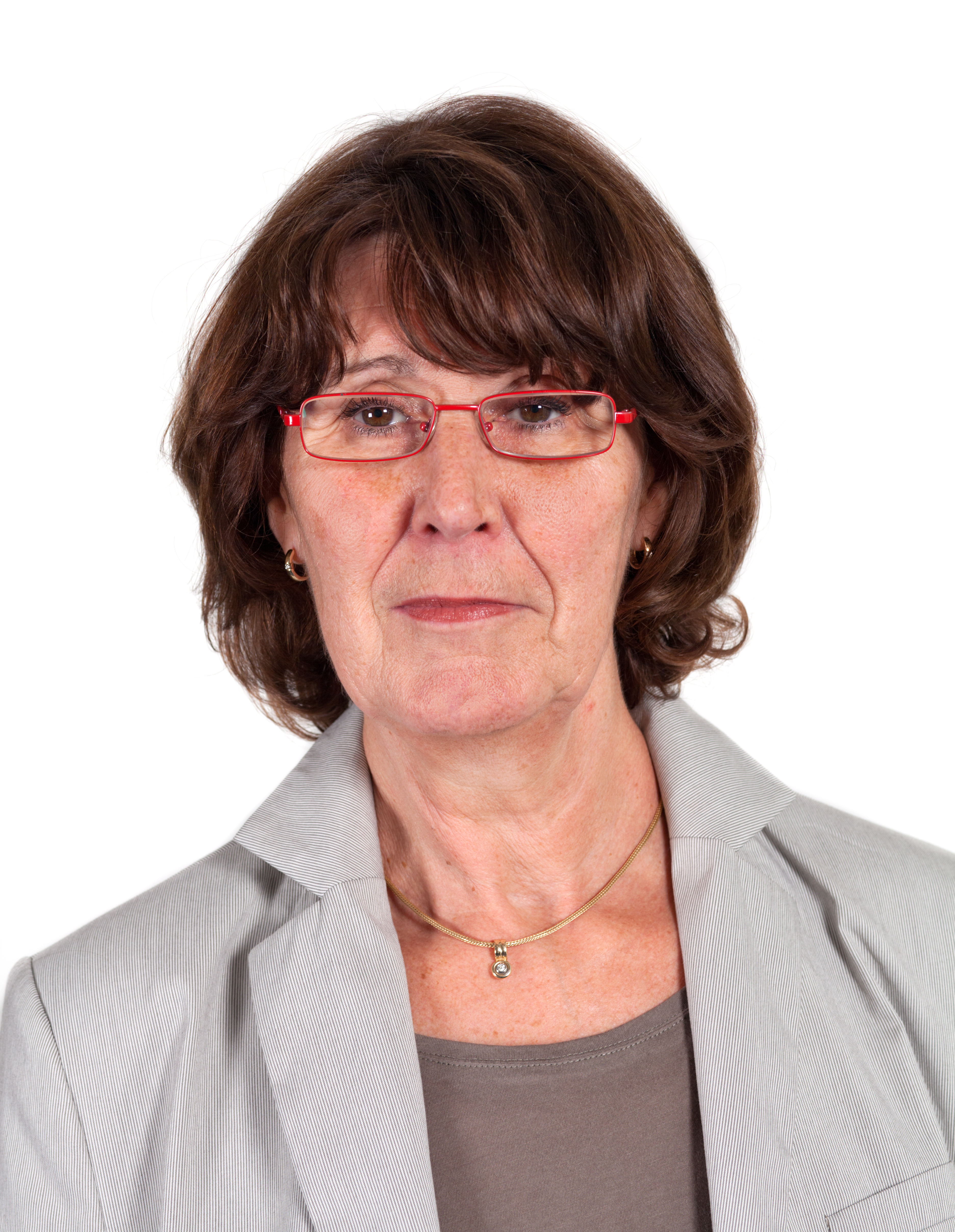
Karin Timmermann im Juni 2011

Karin Timmermann (* 6. September 1947 in Aschaffenburg) ist eine Hamburger Politikerin der Sozialdemokratischen Partei Deutschlands (SPD).

## Leben
Timmermann ist gelernte Kauffrau. Von 2007 bis 2013 war sie Geschäftsführerin der SPD Hamburg.
Außer ihrer parlamentarischen Arbeit ist sie Mitglied in der Arbeiterwohlfahrt (AWO) und Aufsichtsratsmitglied der Baugenossenschaft Dennerstraße-Selbsthilfe eG.
Sie ist verheiratet und hat zwei Kinder. Ihre Tochter Juliane ist seit 2008 ebenfalls Abgeordnete in der Hamburger Bürgerschaft.

## Politik
Timmermann ist seit 1987 Mitglied in der SPD. Von 1989 bis 2020 war sie Mitglied im Vorstand des Distrikts Poppenbüttel, davon einige Jahre Vorsitzende. Von 1992 bis 2020 war sie im Kreisvorstand der SPD Wandsbek tätig.
Von 1994 bis 2004 saß sie in der Bezirksversammlung Hamburg-Wandsbek. Dort war sie zwischen 1997 und 2004 die Stellvertretende Fraktionsvorsitzende ihrer Fraktion.
Timmermann war vom 17. März 2004 bis 2015 Mitglied der Hamburgischen Bürgerschaft. Sie vertrat die SPD im Eingabenausschuss, Sportausschuss, Stadtentwicklungsausschuss und Wirtschaftsausschuss. Sie war Fachsprecherin ihrer Fraktion für Senioren. Ab dem 28. März 2018 war sie wieder Mitglied der Hamburgischen Bürgerschaft. Zur Bürgerschaftswahl 2020 trat sie nicht erneut an.